# 柏木町 (苫小牧市)
柏木町（かしわぎちょう）は、北海道苫小牧市にある町名。
現行行政地名は柏木町一丁目から柏木町六丁目。住居表示実施済み。

## 地理
苫小牧市の西部に位置し、東は小泉の沢川を挟んで日新町、西は小糸井川を挟んで澄川町、南は川沿町、北は宮の森町、桜坂町、字糸井と接している。

## 歴史
1984年度（昭和59年）、住宅地化し発展した糸井鉄北第二地区で住居表示整備事業が実施され、道道で南北2町に分けることが決まった。
町名は豊陵町、小泉町、柏木町、青空町の候補の中から、読みやすい柏木町に決まった。
1984年（昭和59年）12月の市議会で提案し、同月13日に議決。字糸井の一部から分離し、川沿町、汐見町とともに1985年（昭和60年）9月1日より実施された。

## 世帯数と人口
2025年（令和7年）3月末現在の世帯数と人口は以下の通りである。
| 町丁   | 世帯数 | 人口 |
| ------ | ------ | ---- |
| 一丁目 | 480    | 866  |
| 二丁目 | 333    | 638  |
| 三丁目 | 265    | 480  |
| 四丁目 | 273    | 548  |
| 五丁目 | 466    | 884  |
| 六丁目 | 559    | 997  |
| 計     | 2376   | 4413 |

## 小・中学校の学区
市立小・中学校に通う場合、学区は以下の通りとなる。
|      | 小学校               | 中学校               |
| ---- | -------------------- | -------------------- |
| 全域 | 苫小牧市立泉野小学校 | 苫小牧市立啓明中学校 |

## 交通

### 道路
- 北海道道781号苫小牧環状線

### 鉄道
- 最寄り駅は日吉町のJR北海道「糸井駅」

### バス
- 道南バスが市内線を運行している。

## 施設

### 一丁目
- ナブコシステム株式会社苫小牧営業所[10]

### 二丁目
- 業務スーパー苫小牧西店[11]
- 豊陵公園[12]
- 学校法人絆学園青空幼稚園[13]

### 四丁目
- セブンイレブン苫小牧柏木4丁目店[14]

### 五丁目
- セイコーマート柏木5丁目店[15]
- ローソン苫小牧柏木町[16]

### 六丁目
- 株式会社ホッカン苫小牧営業所[17]

## その他

### 日本郵便
- 郵便番号: 053-0823[3]（集配局：苫小牧郵便局[18]）。

### 警察
管轄する警察署、交番・派出所は以下の通りである。
| 丁目・字 | 警察署       | 交番・派出所 |
| -------- | ------------ | ------------ |
| 全域     | 苫小牧警察署 | 糸井交番     |